# Cup Noodles Museum

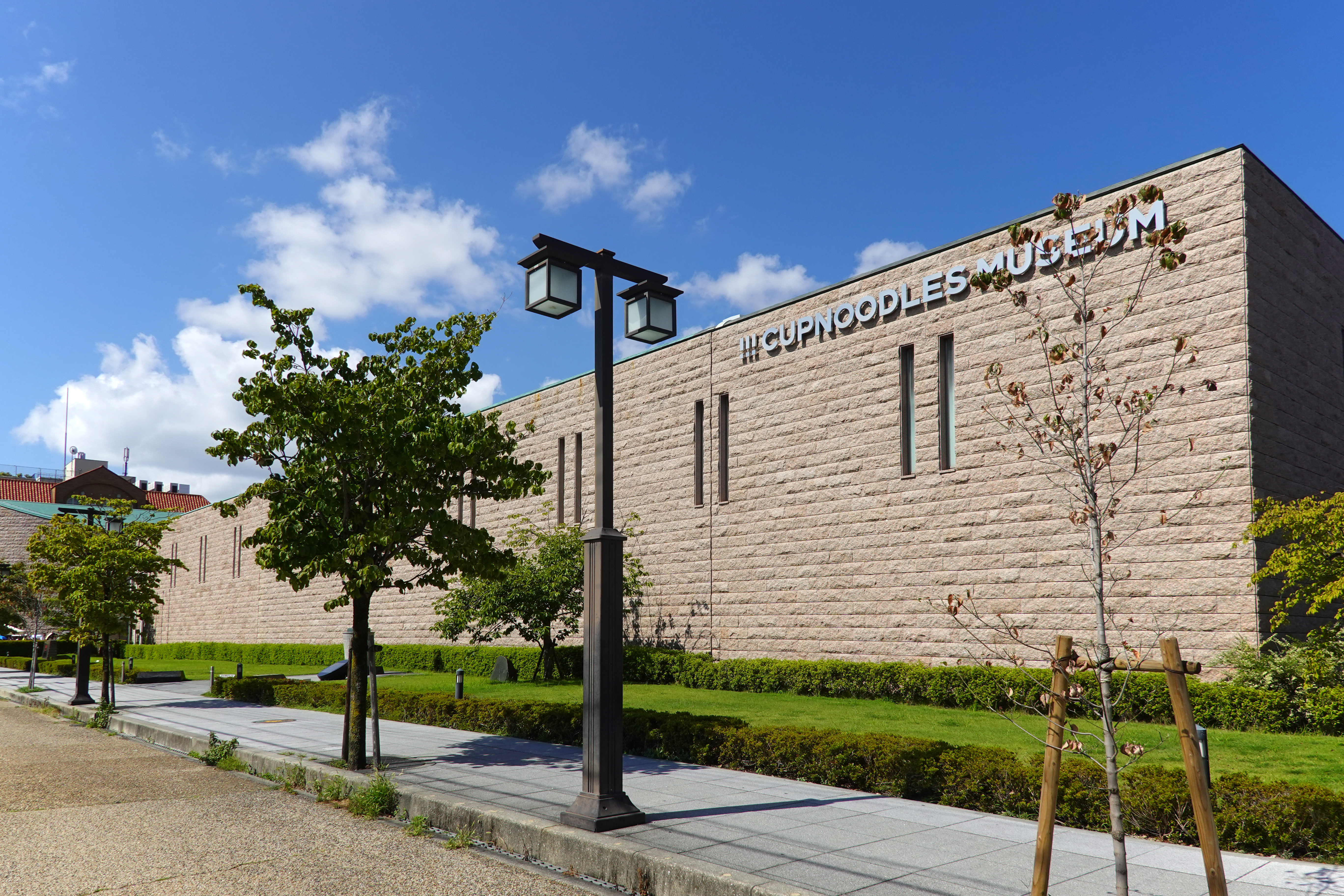
Das Cup Noodles Museum in Ikeda, Osaka

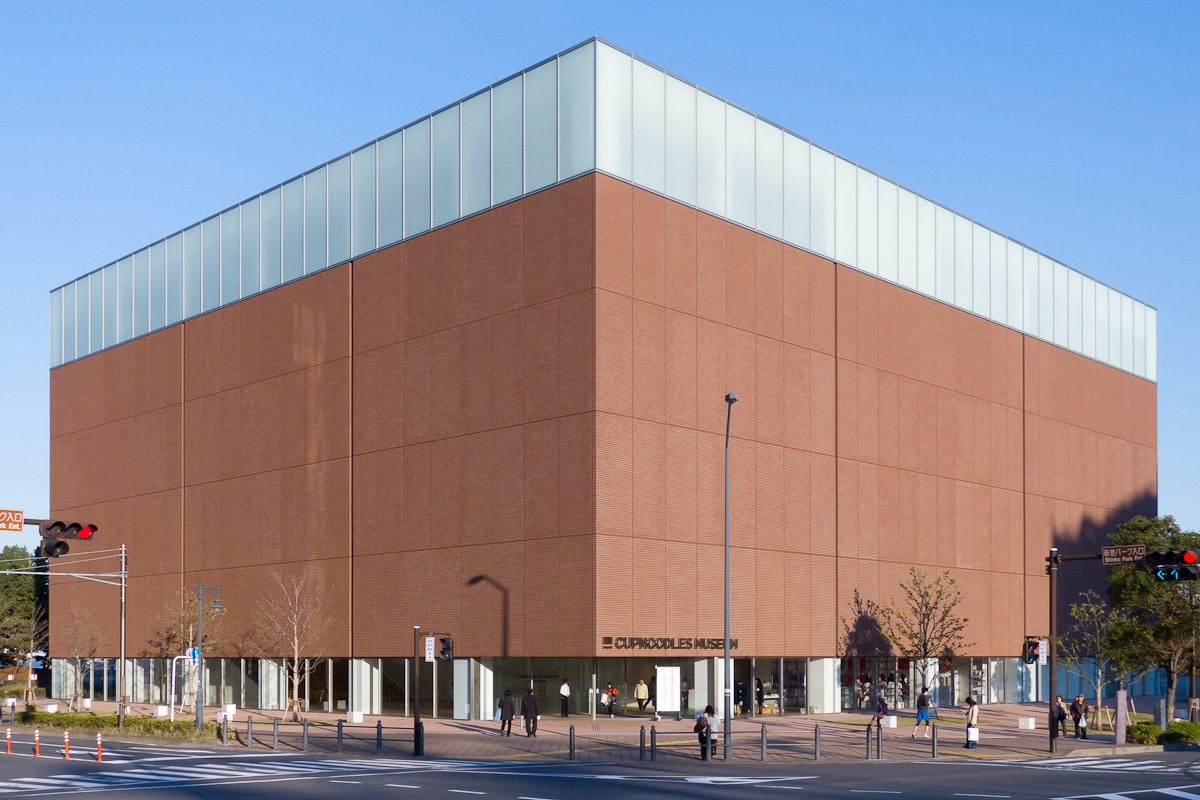
Das Cup Noodles Museum in Yokohama

Das Cup Noodles Museum (deutsch: Bechernudel-Museum) in Japan und in Hongkong ist ein Museum, das sich dem Leben von Momofuku Andō und seiner Erfindung von Instantnudeln widmet. Es gibt Standorte in Yokohama, Ikeda und Hongkong. Das erste Museum eröffnete 2011 in Yokohama.

## Geschichte und Beschreibung

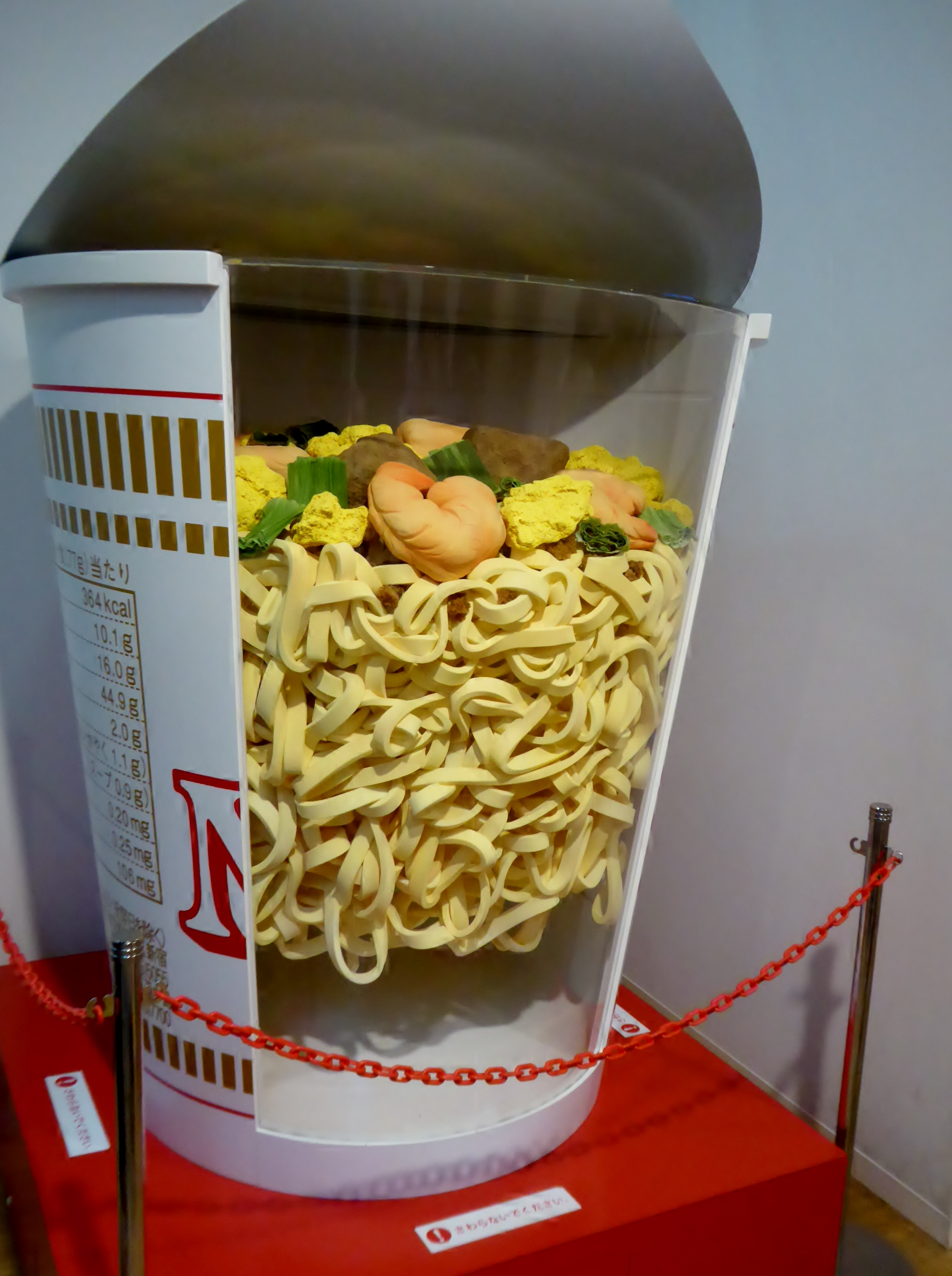
Ein vergrößerter Nudelbecher in Ikeda

Momofuku Andō, ein taiwanisch-japanischer Unternehmer, brachte am 25. August 1958 die ersten Instantnudeln auf den Markt. Mit seiner Erfindung wollte er nach dem Zweiten Weltkrieg (Pazifikkrieg) den Hunger vieler Japaner stillen. Die gefriergetrockneten Nudeln, die lediglich durch das Beifügen von kochendem Wasser verzehrfertig werden, gewannen sehr schnell an Popularität und kamen ab 1971 in den USA auf den Markt, woraufhin auch Europa folgte. 2005 erfand Nissin Foods die erste Instant-Ramennudel für den Weltraum (englisch Space Ramen). Heute sind die Nudeln in über 100 Ländern erhältlich. Bis zum Jahr 2021 wurden über 50 Milliarden Cup-Noodles verkauft. Nissin Foods ist Marktführer in Japan in der Kategorie Instantnudeln und belegt auch in vielen weiteren Ländern eine starke Marktposition.
Im Museum werden das Leben von Momofuku Andō und der Erfindungsprozess seiner Nudeln dokumentiert. Unter anderem wird ein 1:1-Nachbau seiner Forschungshütte ausgestellt, in der er die erste Sorte mit Hühnergeschmack unter der Bezeichnung Chicken-Ramen (jap. チキンラーメン , chikin rāmen) erfand. Besucher können im sogenannten History Cube des Standortes Yokohama über 3000 verschiedene Instant-Nudel-Verpackungen, die weltweit nach Andōs Erfindung auf den Markt gebracht wurden, auf einem historischen Zeitstrahl betrachten. Allein in Japan werden jährlich 800 neue Sorten Instant-Ramen produziert. Mit einer Anmeldung können Gruppen einen Workshop besuchen, in dem sie innerhalb von 90 Minuten selbst einen Block Instantnudeln herstellen. Ohne Anmeldung können Besucher ihren eigenen Cup-Noodle-Becher gestalten, mit einer Nudelsorte ihrer Wahl befüllen lassen und mit nach Hause nehmen. An interaktiven Tischen lässt sich durch ein Quiz das Wissen über Instantnudeln spielerisch testen. Ein Verköstigungsraum ermöglicht das Probieren von speziellen limitierten Geschmacksrichtungen. Die Museen verfügen jeweils über einen Museums-Shop, der verschiedene Fanartikel und Produkte anbietet. Im Jahr 2021 betrug der Eintritt zum Museum in Yokohama 500 Yen (ca. 3,8 Euro).

## Bilder

Cup Noodles – „Bechernudeln“ – im Museum
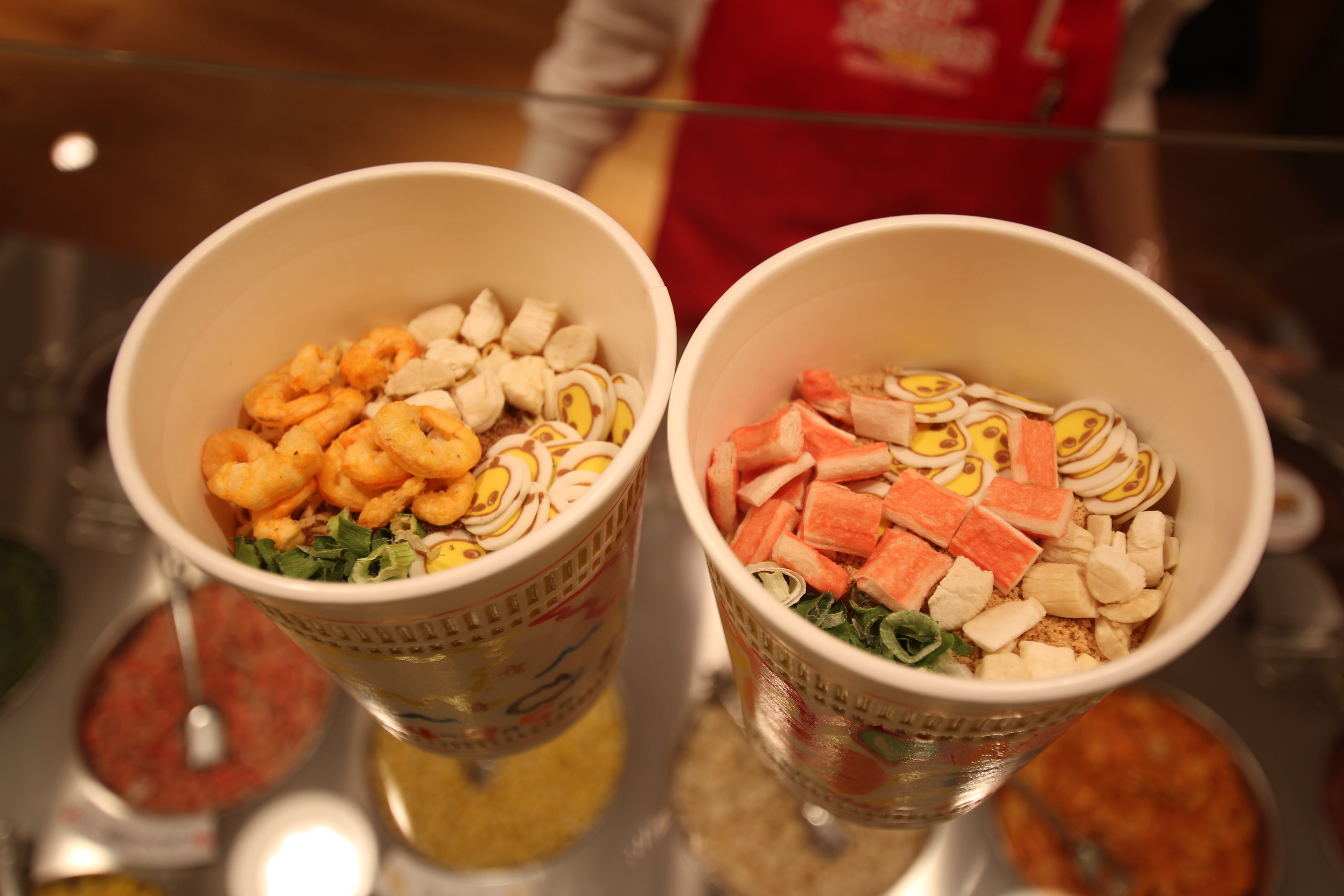
Selbst zusammengestellte Nudelbecher, 2014
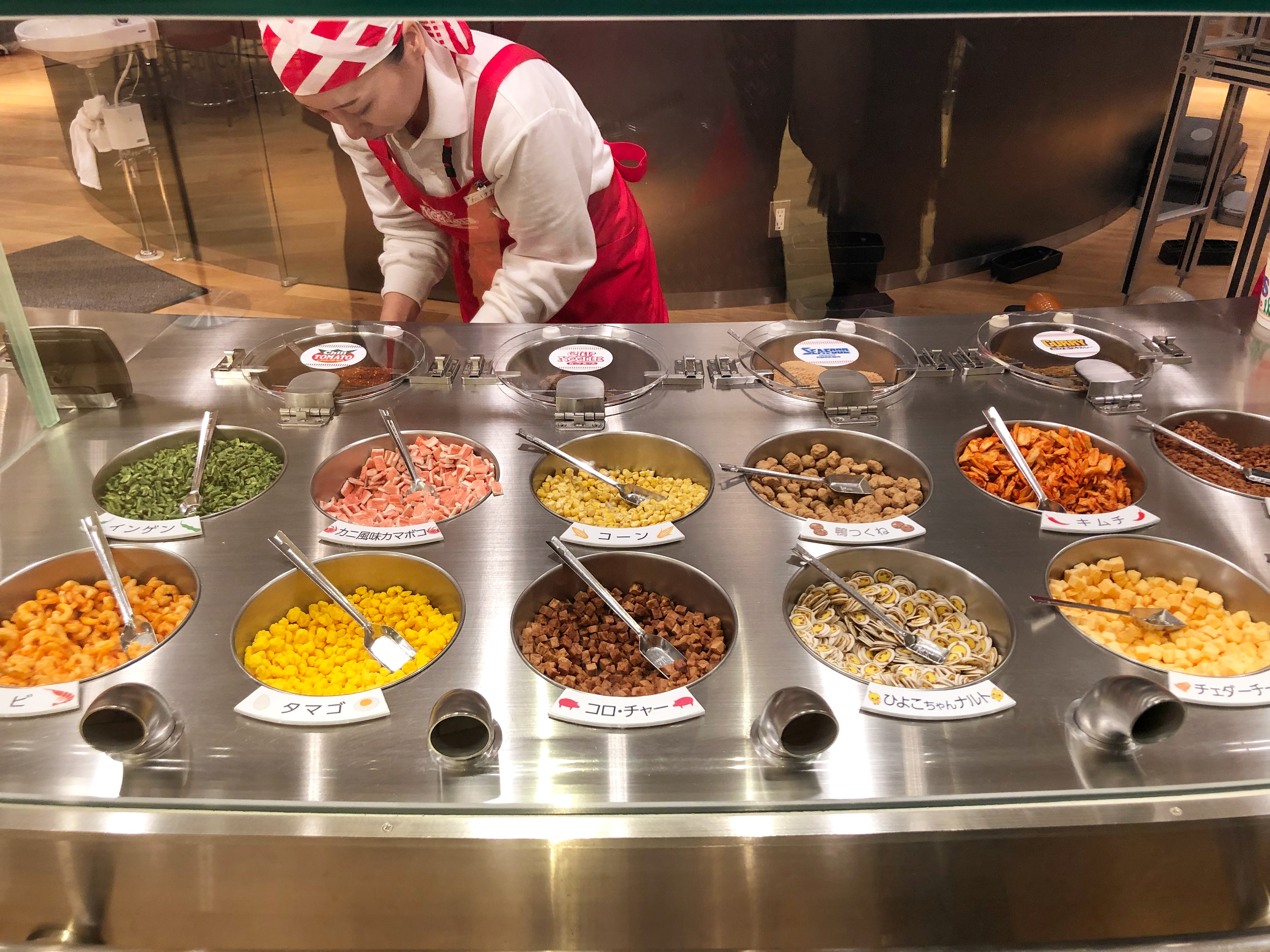
Verschiedene Zutaten für Instantnudeln, 2018
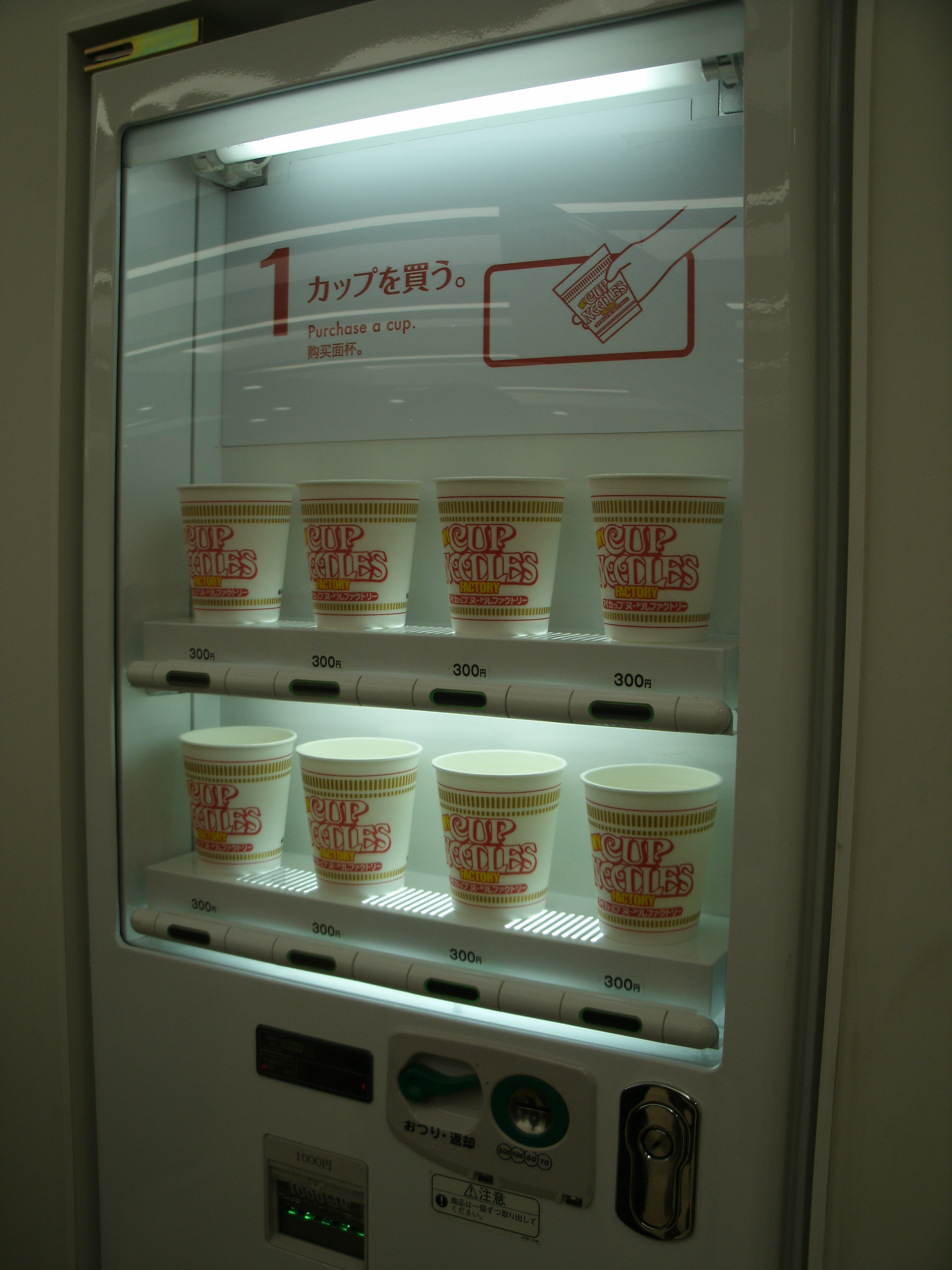
Typischer Ramennudeln-Automat
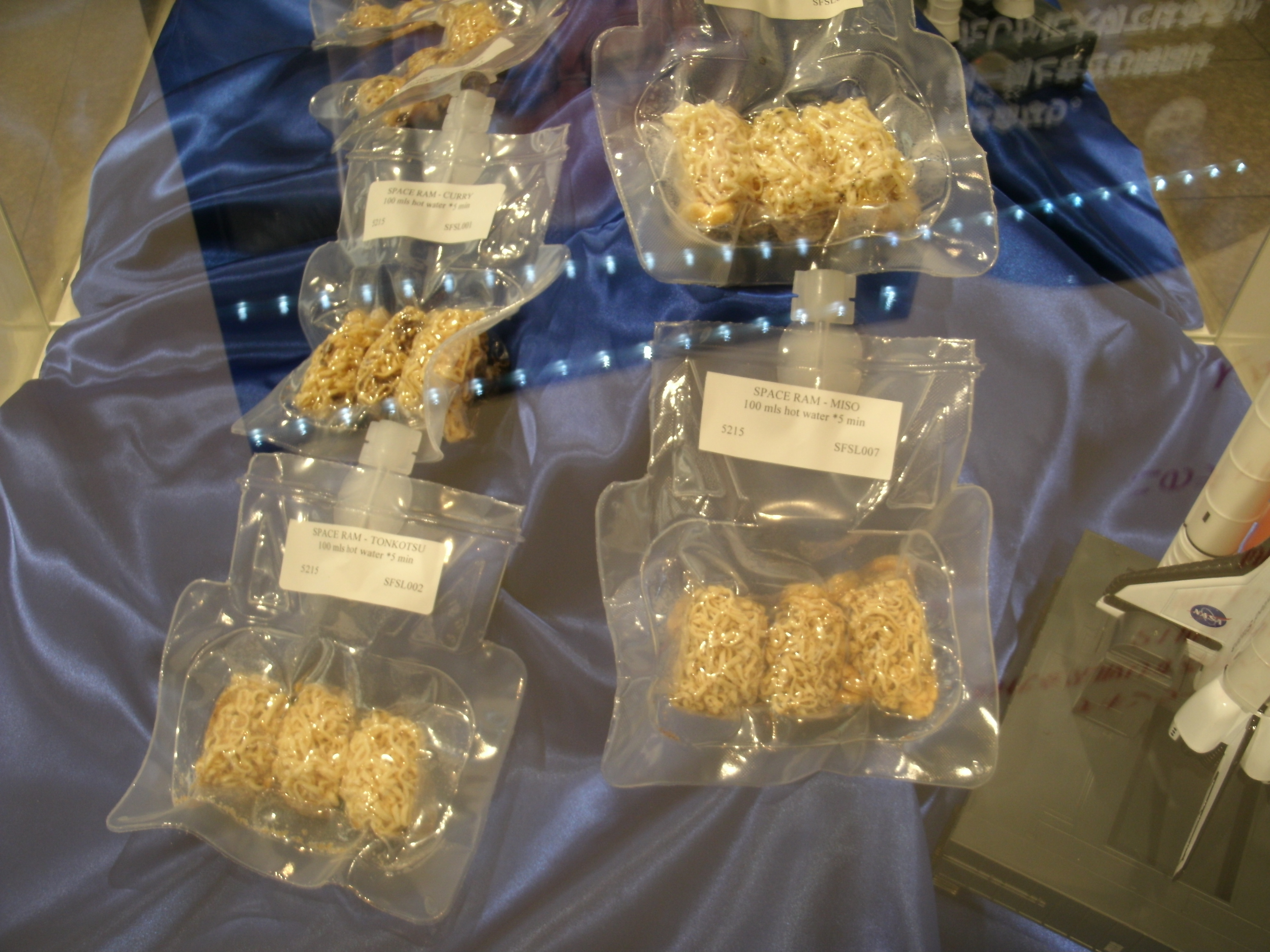
Space Ram[11] – Instant-Ramennudel für den Weltraum